# Lagina
Lagina (greco Λαγίνα) è un sito archeologico, risalente al periodo cario ed esteso sotto la dinastia seleucide, famoso per il suo santuario di Ecate. La località è situata nella Turchia sudoccidentale (nei pressi di Turgut, un comune nella provincia di Muğla) .
La stessa piccola città di Turgut era fino a tempi recenti nominata Leyne, richiamando il toponimo antico.
Recenti studi hanno mostrato che il sito fu abitato e/o utilizzato in maniera ininterrotta a partire dall'età del bronzo. I re Seleucidi ricostruirono il recinto sacro di Lagina e lo trasformarono in un importante centro religioso, in collegamento con la vicina (a una distanza di 11 kilometri) città di Stratonikeia, che ne divenne il centro amministrativo. I due luoghi (Lagina e Stratonkeia) erano connessi tra loro nell'antichità da una via sacra.  
La ricerca archeologica condotta a Lagina è stata la prima ad esser stata condotta da un team scientifico turco, sotto la direzione di Osman Hamdi Bey e Halit Ethem Bey. Nel 1993, un lavoro di scavo e restauro è stato ripreso sotto la guida del Museo di Muğla, da un team internazionale guidato da Ahmet Tırpan. 
I fregi del santuario di Ecate sono attualmente esposti nei Musei archeologici di Istanbul. Quattro differenti temi sono dipinti in questi fregi. Questi sono, sul fregio orientale, scene dalla vita di Zeus; sul fregio occidentale, una battaglia tra gli dei e i giganti; sul fregio meridionale, diverse divinità carie; e sul fregio settentrionale, una  battaglia di Amazzoni.